# Bhiwani (stad)
Bhiwani is een nagar panchayat (plaats) in het district Bhiwani van de Indiase staat Haryana. 

## Demografie
Volgens de Indiase volkstelling van 2001 wonen er 169.424 mensen in Bhiwani, waarvan 54% mannelijk en 46% vrouwelijk is. De plaats heeft een alfabetiseringsgraad van 69%. 